# Joachimsthal Kaiserbahnhof

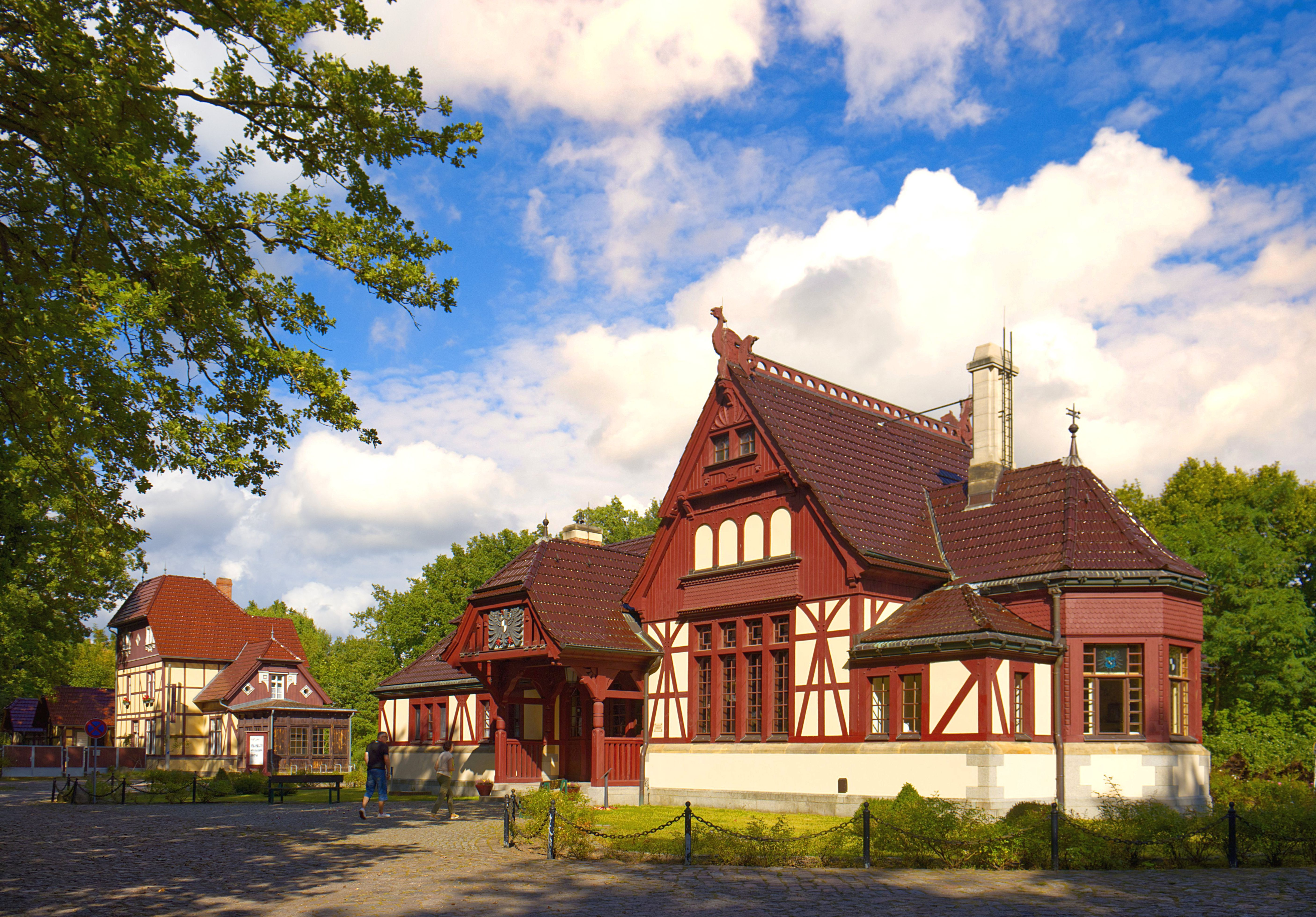
Vorderansicht von Bahnhof (links) und Pavillon

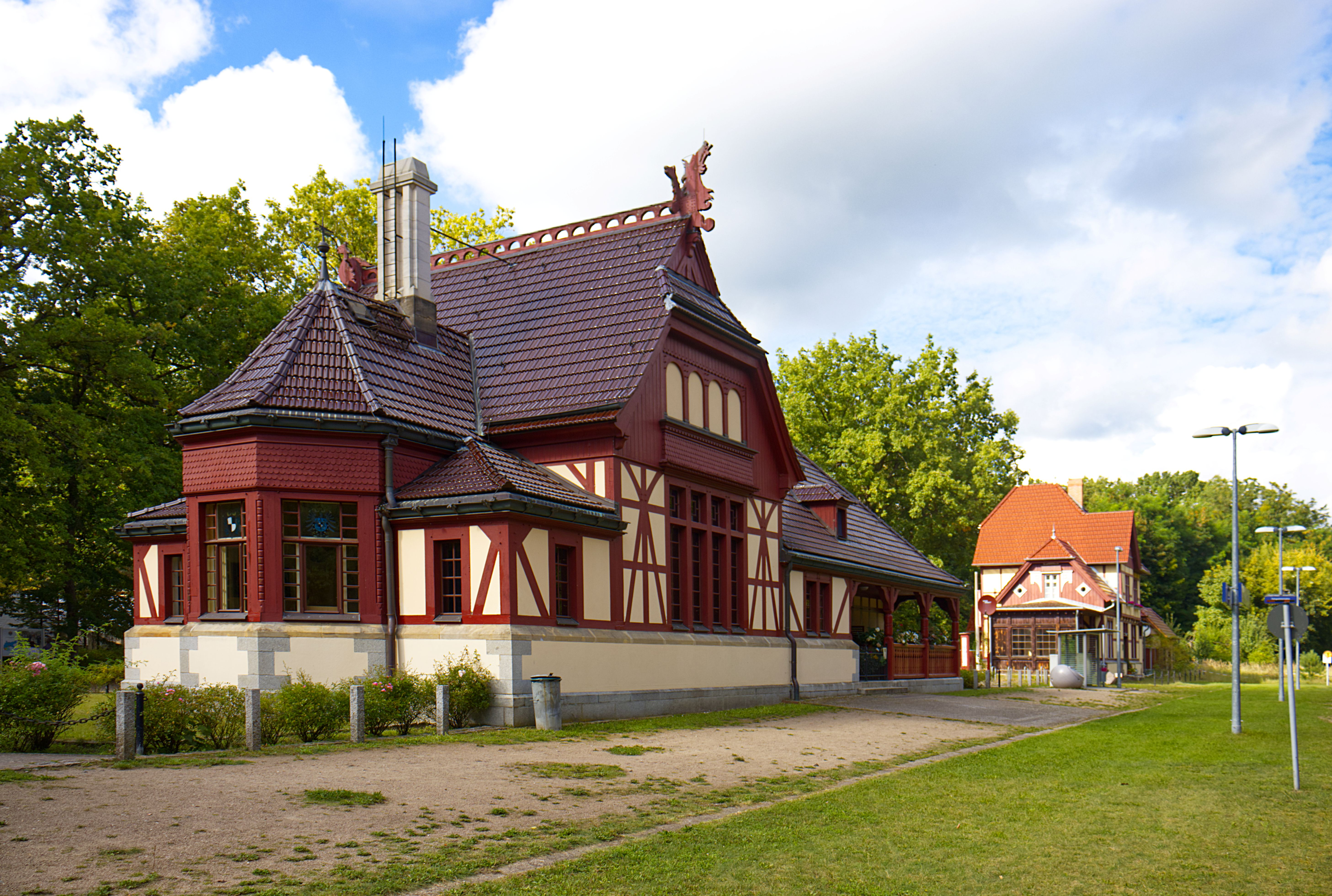
Rückansicht (von den Gleisen aus gesehen) von Bahnhof und Pavillon

Joachimsthal Kaiserbahnhof (bis 1998 Bahnhof Werbellinsee, danach kurz Joachimsthal Süd) ist einer der vom letzten deutschen Kaiser Wilhelm II. genutzten Bahnhöfe in Deutschland. Er wurde 1898 als Station der damals neugeschaffenen Bahnstrecke Britz–Fürstenberg eröffnet, die von der Berlin-Stettiner Eisenbahn abzweigte. Das weitgehend original erhaltenen Gebäudeensemble mit dem Kaiserpavillon ist ein gelistetes Baudenkmal.
Die Anlage befindet sich am südlichen Rand der Kleinstadt Joachimsthal und ist eine von zwei Bahnstationen in der Stadt neben dem Bahnhof Joachimsthal. Beide werden von der Regionalbahnlinie RB 63 Eberswalde–Joachimsthal bedient.

## Geschichte
Der Kaiserbahnhof liegt auf der schmalen Landverbindung zwischen Werbellinsee und Grimnitzsee am Kleinen Lubowsee im Süden der Stadt Joachimsthal. Er wurde von Kaiser Wilhelm II. in Auftrag gegeben, damit die Hof- bzw. Jagdgesellschaften von den kaiserlichen Salonwagen in Kutschen umsteigen und bequem auf kurzem Wege zum Jagdschloß Hubertusstock am Rand der Schorfheide gelangen konnten.
Im Herbst 1898 stieg der Kaiser erstmals zu einer mehrtägigen Jagd hier aus, womit die Einrichtung offiziell eingeweiht wurde. Nach der Abdankung des Kaisers, in der Weimarer Republik und dem Dritten Reich, wurde das Jagdhaus weitergenutzt und der Bahnhof diente dabei der Repräsentation. Erst zur DDR-Zeit verfielen die Gebäude aufgrund des allgegenwärtigen Materialmangels langsam, zudem brannte in den 1950er Jahren das Hotel ab. Für den DDR-Besuch Helmut Schmidts 1981 begann eine äußerliche Sanierung der verbliebenen Gebäude. Da der Bundeskanzler anders als ursprünglich geplant nicht mit der Eisenbahn anreiste, beendete man die Arbeiten wieder.
Bis 1998 trug die Station den Namen Werbellinsee, danach kurzzeitig Joachimsthal Süd, bevor sie ihren heutigen Namen erhielt.

## Beschreibung des Bahnhofs

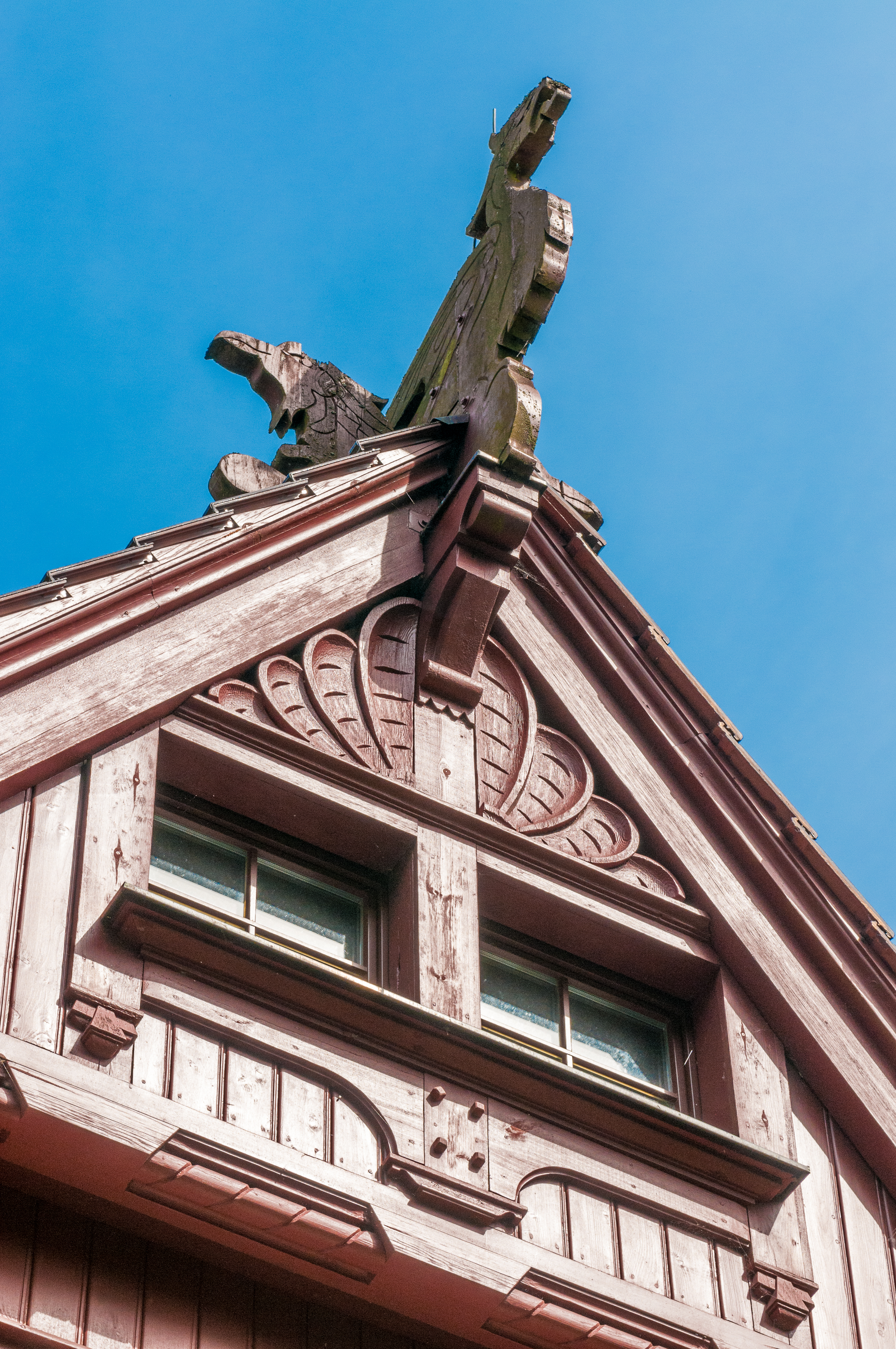
Detail des Kaiserpavillons: ein geschnitzter Drachen als Hauszeichen am Giebel

Der Kaiserbahnhof besteht aus drei Gebäuden: einem Hotel und Restaurant, etwas westlich gelegen, dem Kaiserpavillon und dem kleinen Empfangsgebäude, die alle in Fachwerkbauweise errichtet wurden. Die Restaurierung aller drei Ensembleteile erfolgte denkmalgerecht, sodass vor allem die ursprüngliche Farbgebung der Fassaden in einem dunklen Braunton und kontrastierendem Weiß wieder gut zu erkennen ist.

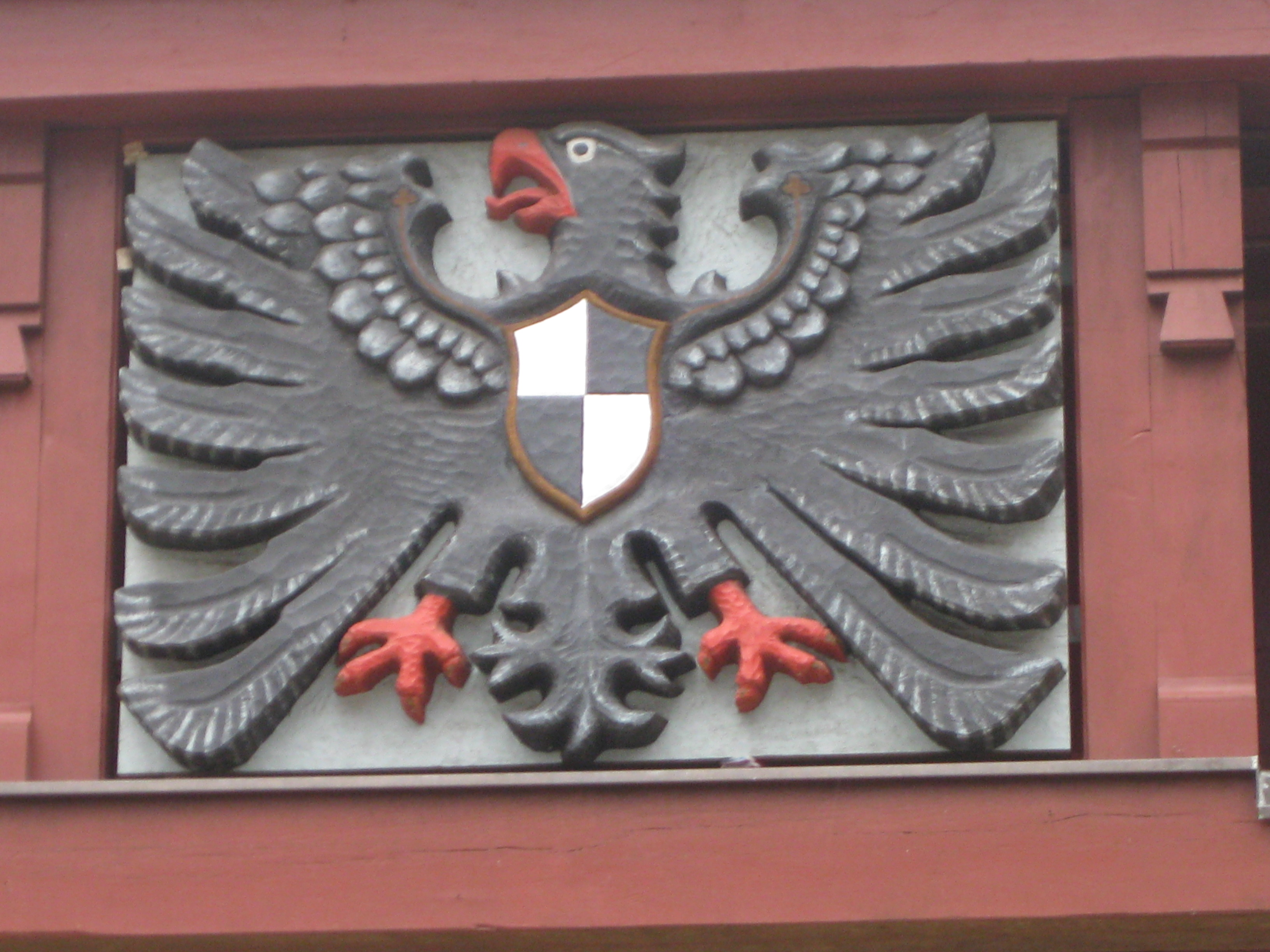
Preußischer Adler am Eingang

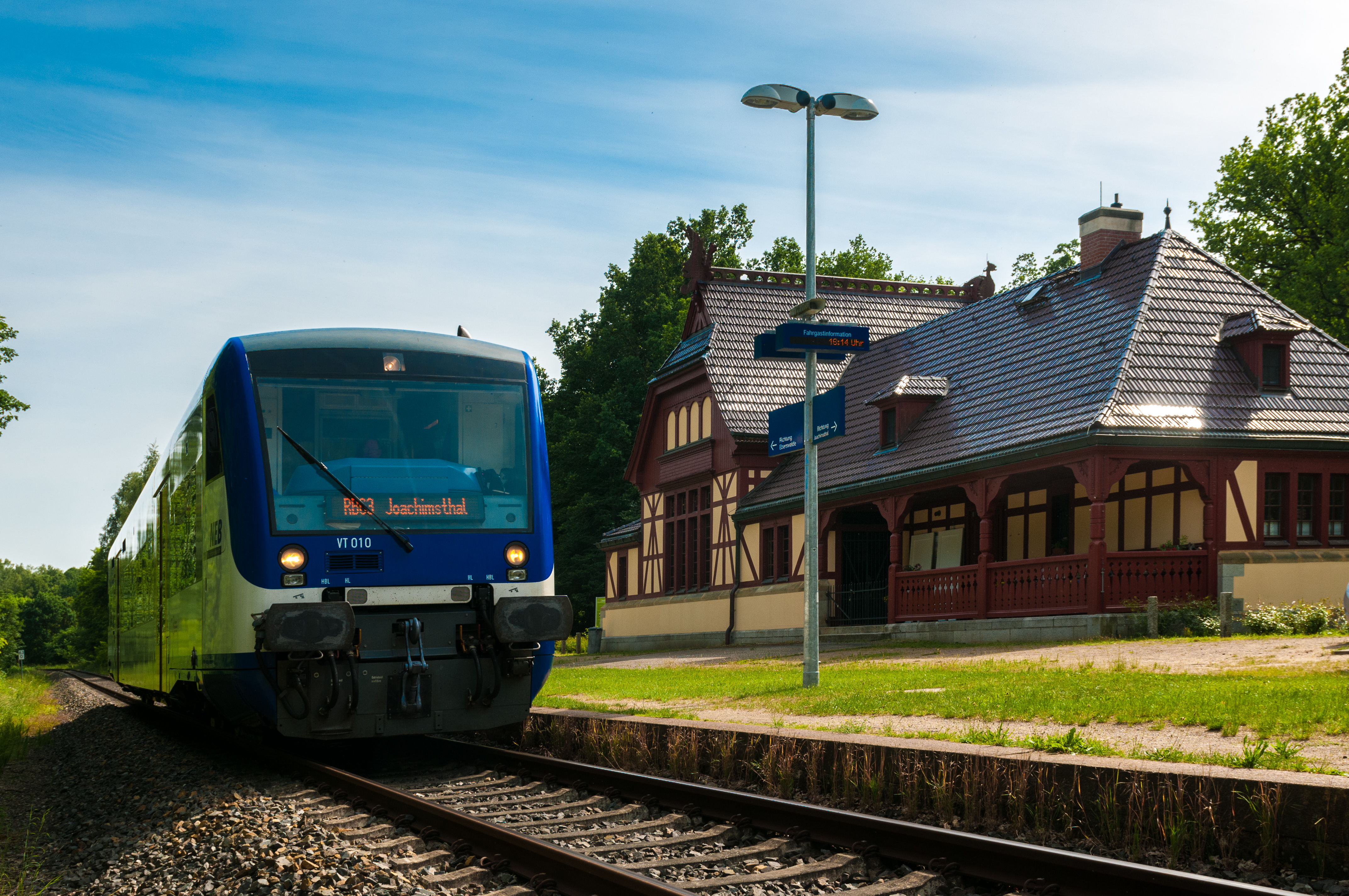
Kaiserbahnhof Joachimsthal an der Strecke Eberswalde – Templin

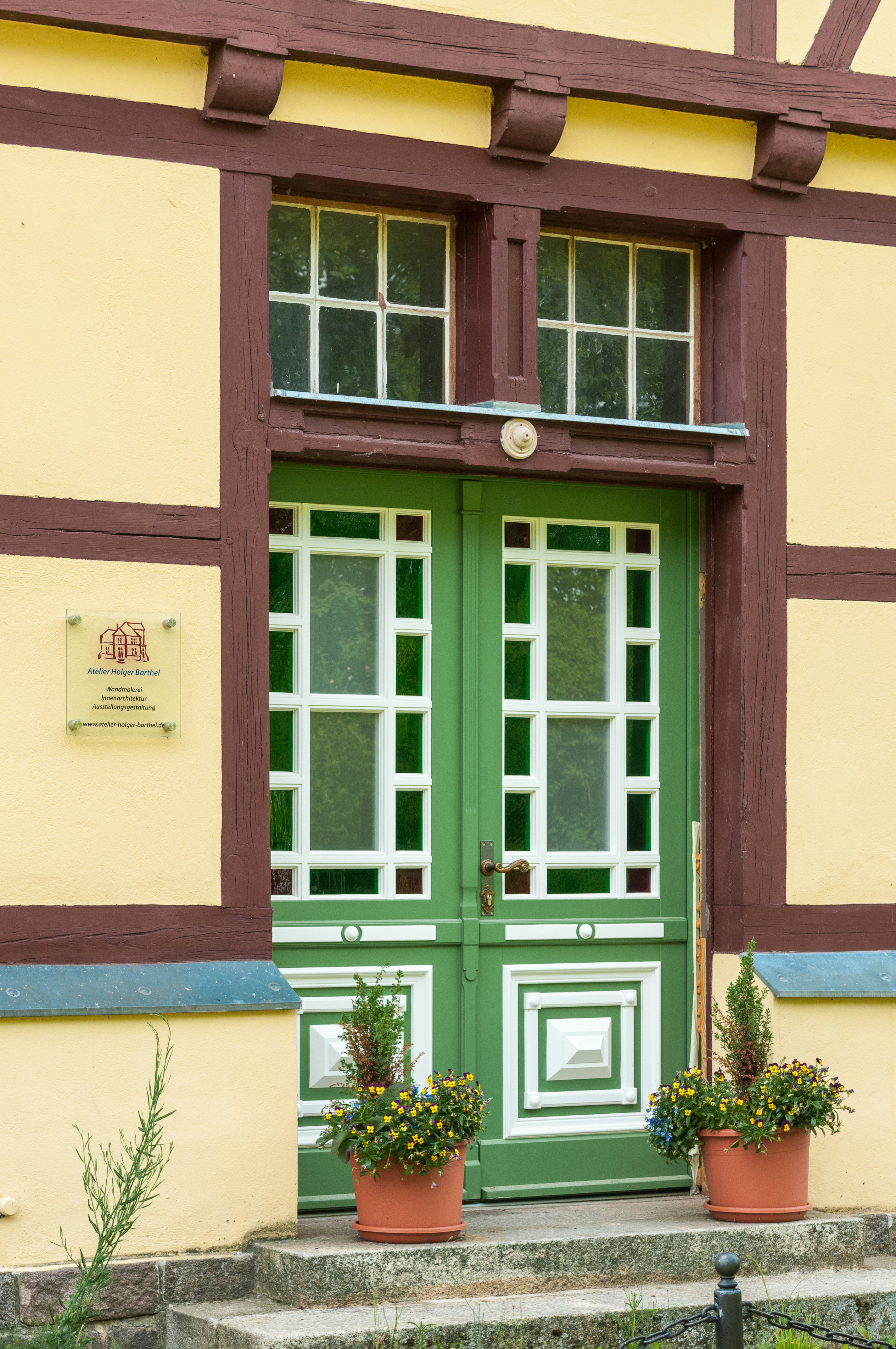
Eingangstür an der Seite zur Gleisanlage

Der Kaiserpavillon ist das markanteste Gebäude der Bahnhofsanlage. Er besitzt einen rechteckigen Grundriss von etwa 7 m × 15 m. Ein Preußischer Adler mit einem schwarz/weißen Wappenschild schmückt den überdachten Eingangsbereich. Das wesentlichste Element des Pavillons ist der „Kaisersaal“, der von einem hölzernen Tonnengewölbe abgeschlossen wird. Ein farbiger Mosaikfußboden, mehrteilige historisch rekonstruierte bleigefasste Fenster, schmiedeeiserne Kerzenleuchter und ein Kamin bilden das historische Ambiente. Der Saal ist mit moderner Tagungstechnik ausgestattet und kann entsprechend genutzt werden. Auf beiden Seiten des Dachfirsts schmücken hölzerne Drachenköpfe die Giebel des Pavillons.

## Weitere Nutzungen
Seit der durch die Deutsche Stiftung Denkmalschutz geförderten Sanierung der Anlage (2004 bis 2007) wird der ehemalige Pavillon regelmäßig für verschiedene Kulturangebote genutzt, beispielsweise seit 2006 als „Erster Hörspielbahnhof Deutschlands“. 2008 erhielt der Bahnhof die Auszeichnung „Ausgewählter Ort“ von der Initiative Deutschland – Land der Ideen.
Des Weiteren befindet sich in dem Gebäude eine Touristinformation, und ein Eisenbahnfan betrieb bis Ende April 2012 an Wochenenden, Feiertagen und zu besonderen Anlässen nebenberuflich das Café Kaiserbahnhof Schorfheide. Danach musste das Café geschlossen werden.

## Erreichbarkeit
Der Haltepunkt am Kaiserbahnhof wird ganzjährig durch die Niederbarnimer Eisenbahn (NEB) mit der Regionalbahnlinie RB 63 (Eberswalde–Joachimsthal) als Bedarfshalt bedient. Der Kaiserbahnhof liegt etwa in der Mitte zwischen den benachbarten Bahnhöfen Althüttendorf und Joachimsthal.
Von der Bundesautobahn 11 ist der Bahnhof über die Anschlussstellen Britz-Chorin und Joachimsthal erreichbar.
Die Omnibuslinien 515, 911 und 917 besitzen Haltestellen am Kaiserbahnhof. Er kann auch mittels der Touristenbuslinie Rund um den Werbellinsee erreicht werden, die vom Frühling bis in den Herbst verkehrt.
Der Radfernweg Berlin–Usedom verläuft etwas nördlich des Kaiserbahnhofs. Unmittelbar am Westufer des Werbellinsees führt der Radweg Historische Stadtkerne – Route 1 entlang.
Der Bahnhof liegt auch auf Wanderrouten zur Burgruine Grimnitz, zum Biorama-Projekt, zum Jagdhaus Hubertusstock oder zum Kloster Chorin. Er ist ebenfalls eine Station auf dem 5,9 km langen Kaiserrundweg.
Schließlich verkehren auf dem Werbellinsee auch Ausflugsschiffe, die am nördlichen Ende des Sees in der Nähe des Kaiserbahnhofs und im Ortsteil Elsenau anlegen.
Eine benachbarte Seebadeanstalt, der Campingplatz Voigtswiese und ein Feriendorf am Grimnitzsee stellen weitere Ziele in der Umgebung des Bahnhofs dar.